# Leucas spiculifolia
Leucas spiculifolia là một loài thực vật có hoa trong họ Hoa môi. Loài này được (Balf.f.) Gürke mô tả khoa học đầu tiên năm 1895.